# Clodia sublineata
Clodia sublineata là một loài bọ cánh cứng trong họ Cerambycidae.